# Recea (Argeș)
Recea é uma comuna romena localizada no distrito de Argeş, na região de Muntênia. A comuna possui uma área de 63.38 km² e sua população era de 3086 habitantes segundo o censo de 2007.